# 医療の扉
『医療の扉』（いりょうのとびら）は、ラジオ大阪で毎週金曜22:00-22:15に放送されている医療系教養番組、トーク番組である。

## 概要
毎週、医療関係者や難病患者などをゲストとして迎え、リスナーと共に医療について様々な知識を学ぶ医療系教養番組、トーク番組。

## 出演者

### レギュラー出演者[1]
- 相原伶香
- 白河理子
- 手束真知子
- 駒谷仁美